# Acrivastine
Acrivastine là một loại thuốc dùng để điều trị viêm mũi dị ứng. Đó là một thuốc kháng histamin kháng thụ thể H1 thế hệ thứ hai (như phân tử base của triprolidine) và hoạt động bằng cách ngăn chặn các thụ thể histamin H1.
Thuốc kháng histamine không cần dùng thuốc an thần này được bán dưới tên biệt dược Thuốc giảm Dị ứng Benadryl tại Vương quốc Anh bởi Phòng thí nghiệm McNeil. Không nên nhầm lẫn với Benadryl 'Once a Day' (Mỗi ngày một lần) có cetirizine là thành phần chính và cũng được McNeil bán ở Anh. Thuốc có sẵn dưới dạng thuốc không kê đơn ở Anh, và có hoặc không có pseudoephedrine dưới biệt dược Benadryl.
Ở Mỹ, acrivastine là thành phần chính trong biệt dược Semprex. Semprex-D cũng chứa pseudoephedrine trong thuốc thông mũi. Semprex-D được Dược phẩm Actient bán tại thị trường Mỹ.

## So sánh với các thuốc kháng histamine phổ biến khác
Không giống như cetirizine hoặc loratadine, với liều tiêu chuẩn là một viên mỗi ngày, một viên acrivastine có thể được dùng tới ba lần một ngày. Thuốc không được dùng cho những người trên 65 tuổi, phụ nữ mang thai, những người có chức năng gan hoặc thận bị tổn thương.